# Jean Codure
Jean Codure (Seyne, 24 giugno 1508 – Roma, 29 agosto 1541) è stato un gesuita francese.

## Biografia
Nato in Provenza, dopo i primi sudi in lettere e teologia, si trasferì a Parigi dove si laureò in filosofia: fece gli esercizi spirituali sotto la guida di Pierre Favre e decise di unirsi alla comunità di Ignazio di Loyola. Il 15 agosto 1536, come i suoi compagni avevano già fatto nel 1534 e 1535, fece voto di recarsi in Terra santa e mettersi a disposizione del papa nella chiesa di Saint Pierre a Montmartre. Si trasferì con i compagni a Venezia, quindi a Roma, dove nel 1539 divenne confessore di Margherita d'Austria (figlia naturale di Carlo V e moglie di Ottavio Farnese). Fu il primo dell'originario gruppo dei gesuiti a morire, nel 1541.